# Ad-Duhā

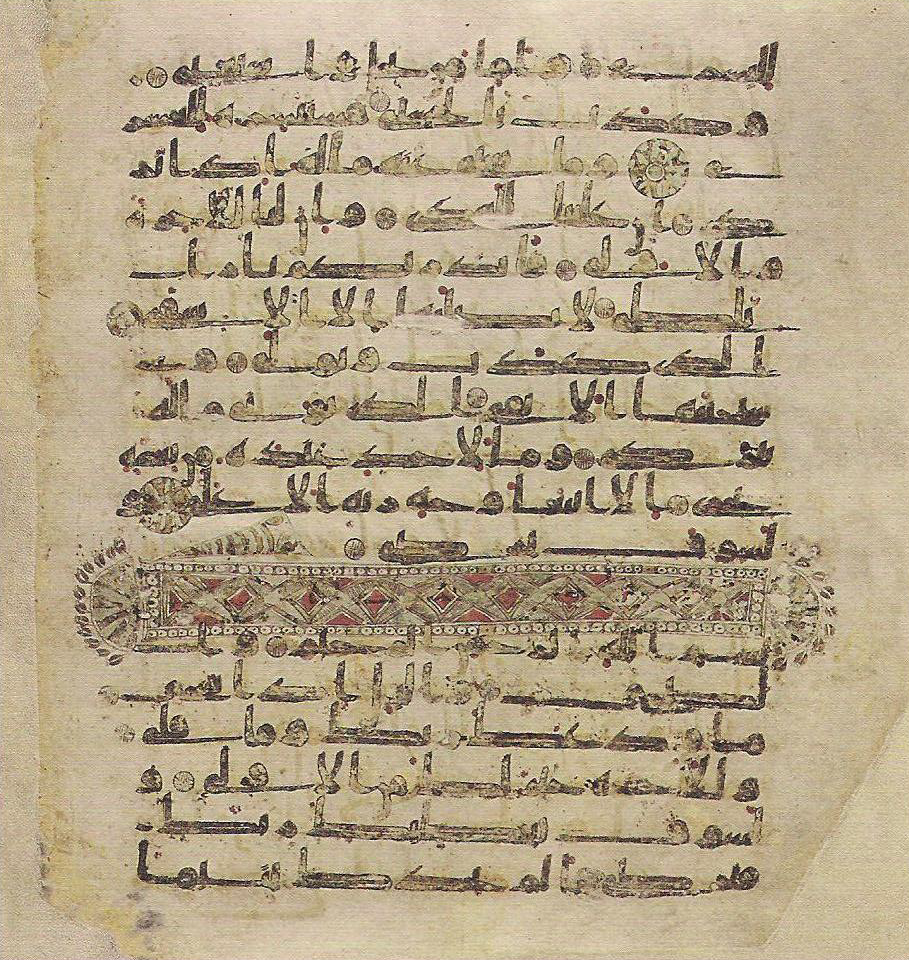
Folium mit Sure 92:8–21 und 93:1–6 aus der Topkapı-Koranhandschrift, um 800

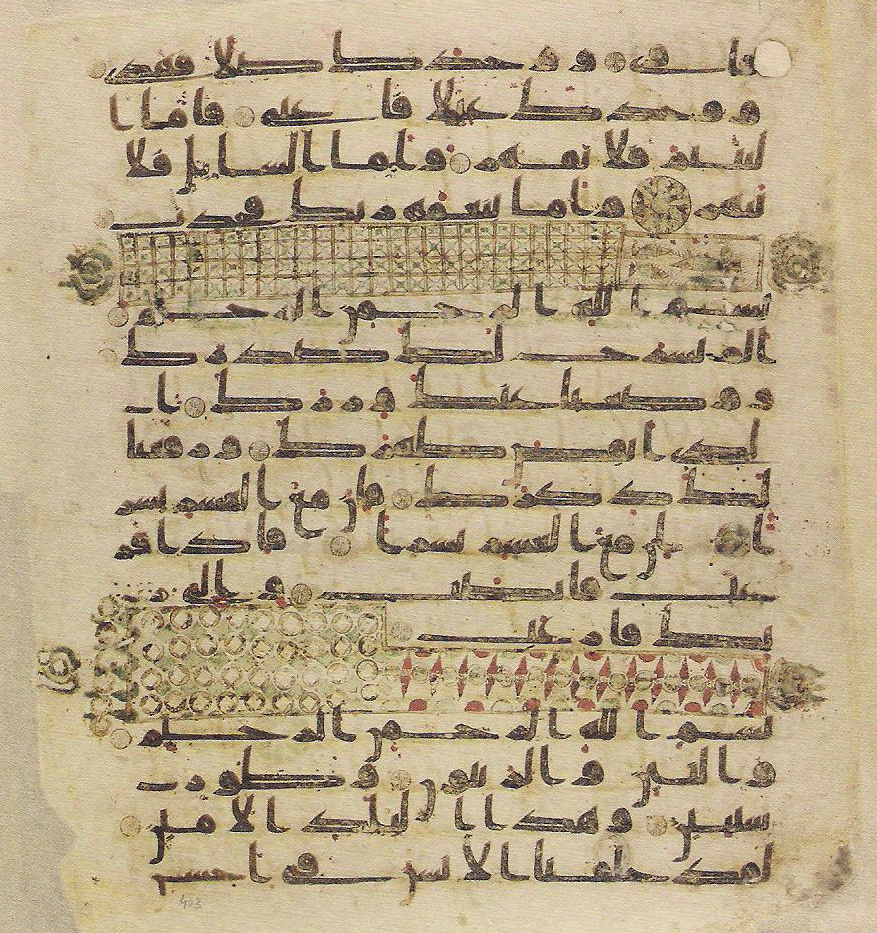
Folium mit Sure 93:6–11, 94 und 95:1–4 aus der Topkapı-Koranhandschrift, um 800

Ad-Duhā (arabisch الضحى, DMG aḍ-Ḍuḥā ‚Der helle Morgen‘) ist der Name der 93. Sure des Korans. Sie besteht aus 11 Versen zuzüglich der Basmala und wurde in Mekka verkündet. Der Name der Sure ist dem ersten Vers entnommen.

## Zeitliche Einordnung
Theodor Nöldeke zählt ad-Duhā in seiner Chronologie des Korans zu den frühmekkanischen Suren und setzt ihre Verkündung geringfügig später an als die sehr ähnliche Sure 94, womit er sich in hohem Grade im Einklang mit traditionellen muslimischen Chronologisierungsversuchen befindet, die die Sure ebenfalls zu den frühesten Offenbarungen zählen. Harris Birkeland setzte sie gemeinsam mit den Suren 94, 108 sowie 105 und 106 an den Beginn der koranischen Textgenese. Rudi Paret widersprach dieser Auffassung sehr deutlich, da er anhand des Textbefundes von einer Synchronizität mit anderen frühen Suren ausging. Demgegenüber ist Birkelands Auffassung von Angelika Neuwirth auf Grundlage ihrer literaturwissenschaftlichen und philologischen Untersuchungen im Wesentlichen übernommen worden. Nicolai Sinai bestätigt den inhaltlichen und chronologischen Zusammenhang der Suren 93, 94 und 103 als „Trostsuren“, setzt sie jedoch zeitlich deutlich später an als die Suren 105 und 106, da sie den Dialog zwischen Gott und dem Verkünder ins Zentrum setzten, während in den Suren 105 und 106 die Auseinandersetzung mit den Quraisch im Vordergrund stehe.

## Originaltext, Transkription und Übersetzung
Im Namen des barmherzigen und gnädigen Gottes:
Bi-smi llāhi r-rahmāni r-rahīm
arabisch بِسْمِ اللَّهِ الرَّحْمَنِ الرَّحِيمِ
1. Beim Morgen
wa-ḍ-ḍuḥā
arabisch وَٱلضُّحَىٰ
2. und bei der Nacht, wenn alles (w. sie) still ist!
wa-l-laili iḏā saǧā
arabisch وَٱلَّيۡلِ إِذَا سَجَىٰ
3. Dein Herr hat dir nicht den Abschied gegeben und verabscheut (dich) nicht.
mā waddaʿaka rabbuka wa-mā qalā
arabisch مَا وَدَّعَكَ رَبُّكَ وَمَا قَلَىٰ
4. Und das Jenseits ist besser für dich als das Diesseits.
wa-la-l-āḫiratu ḫairun laka mina l-ūlā
arabisch وَلَلۡٴَاخِرَةُ خَيۡرٌۭ لَّكَ مِنَ ٱلۡأُولَىٰ
5. Dein Herr wird dir (dereinst so reichlich) geben, daß du zufrieden sein wirst.
wa-la-saufa yuʿṭīka rabbuka fa-tarḍā
arabisch وَلَسَوۡفَ يُعۡطِيكَ رَبُّكَ فَتَرۡضَىٰۤ
6. (Doch auch schon im diesseitigen Leben hat er dir Gnade erwiesen.) Hat er dich nicht als Waise gefunden und (dir) Aufnahme gewährt,
a-lam yaǧidka yatīman fa-āwā
arabisch أَلَمۡ يَجِدۡكَ يَتِيمًۭا فَـَٔاوَىٰ
7. dich auf dem Irrweg gefunden und rechtgeleitet,
wa-waǧadaka ḍāllan fa-hadā
arabisch وَوَجَدَكَ ضَآلًّۭا فَهَدَىٰ
8. und dich bedürftig gefunden und reich gemacht?
wa-waǧadaka ʿāʾilan fa-aġnā
arabisch وَوَجَدَكَ عَآئِلًۭا فَأَغۡنَىٰ
9. Gegen die Waise sollst du deshalb nicht gewalttätig sein,
fa-amma l-yatīma fa-lā taqhar
arabisch فَأَمَّا ٱلۡيَتِيمَ فَلَا تَقۡهَرۡ
10. und den Bettler sollst du nicht anfahren.
wa-ʾamma s-sāʾila fa-lā tanhar
arabisch وَأَمَّا ٱلسَّآئِلَ فَلَا تَنۡهَرۡ
11. Aber erzähle (deinen Landsleuten wieder und wieder) von der Gnade deines Herrn!
wa-ammā bi-niʿmati rabbika fa-ḥaddiṯ
arabisch وَأَمَّا بِنِعۡمَةِ رَبِّكَ فَحَدِّثۡ

## Inhaltliche Beschreibung und Deutung
Die Sure beginnt mit einer für die frühmekkanischen Suren recht typischen kontrastiven Schwurpassage. Ab dem dritten Vers geht diese über in eine direkte Ansprache des exemplarisch für den frommen Gläubigen stehenden prophetischen Verkünders. Stilistisch und inhaltlich steht die Passage der biblischen Textsorte des Psalms nahe und beschreibt wie diese die Beseitigung eines irdischen Mangels durch göttliche Intervention, die schließlich ab dem neunten Vers in einem aus Dankbarkeit gegenüber dem Wohlwollen Gottes resultierenden Ethos kulminiert: So wie Gott den Frommen aus der Not errettete, solle dieser nun selbst andere Bedürftige nicht bedrängen, sondern ihnen die göttliche Gnade vermitteln. Damit weist die Sure inhaltlich eine Dreiteilung auf und ist daher trotz ihrer Kürze recht komplex.
Interpretatoren neigen in der Ausdeutung der Sure zu biografistischen Ansätzen: Bereits in der frühen islamischen Koranexegese wird als Offenbarungsanlass die Bedrängung des Propheten durch seine Gegner in Mekka genannt; die Sure sei herabgesandt worden, um ihm Trost zu spenden und Mut zuzusprechen. Gleichermaßen wurde etwa der siebte Vers von Rudi Paret als Verweis auf die Aufgabe des heidnischen Glaubens zugunsten einer neuen Gotteserkenntnis durch Mohammed selbst gewertet. Hartmut Bobzin hingegen weist sowohl diese biografistische Deutung als auch das historisierende Verständnis der Sure als „Trostrede“ zurück und sieht sie vielmehr als allgemein gehaltenen Aufruf zur Gerechtigkeit gegenüber Schwächeren.